# Dracohors

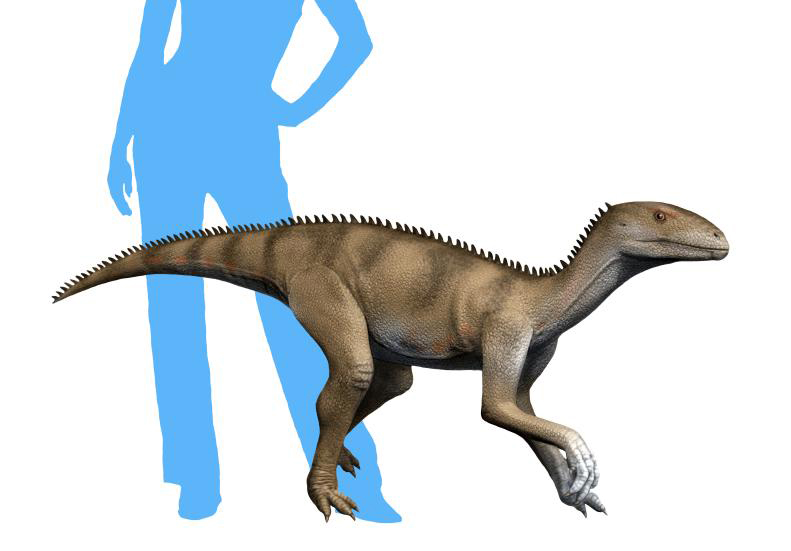
Sacisaurus, jeden ze zástupců kladu Dracohors.

Dracohors je klad, tedy vývojová skupina, dinosauriformních archosaurů. Konkrétně do tohoto kladu spadají "praví" dinosauři a jejich nejbližší vývojoví příbuzní, kterými jsou silesauridi. První zástupci této skupiny se objevili již v období středního triasu, asi před 245 miliony let.

## Charakteristika a popis
Klad formálně stanovil v roce 2018 italský badatel Andrea Cau. Název kladu doslova znamená "dračí kohorty/kohorty draků". V současnosti jsou do této skupiny řazeny taxony Saltopus, Silesauridae a Dinosauria.